# Helen's Babies
Helen's Babies er en amerikansk stumfilm fra 1924 af William A. Seiter.

## Medvirkende
- Edward Everett Horton som Harry Burton
- Diana Serra Cary som Toddie
- Clara Bow som Alice Mayton
- Jeanne Carpenter som Budge
- Claire Adams som Helen Lawrence
- Richard Tucker som Tom Lawrence
- George Reed som Rastus, the coachman
- Mattie Peters som Mandy